# يوليوس آدمز ستراتون
يوليوس آدمز ستراتون (بالإنجليزية: Julius Adams Stratton) (و. 1901 – 1994 م) هو مهندس، وفيزيائي، وأستاذ جامعي من الولايات المتحدة الأمريكية . ولد في سياتل .
وكان عضواً في الأكاديمية الوطنية للعلوم، والأكاديمية الأمريكية للفنون والعلوم، والأكاديمية الوطنية للهندسة .
توفي في بوسطن ، عن عمر يناهز 93 عاماً.

## التعليم
تعلم في معهد ماساتشوست للتكنولوجيا

## مناصب وهيئات
أدار معهد ماساتشوستس للتكنولوجيا.

## جوائز
حصل على جوائز منها:
- وسام فاراداي  [لغات أخرى]‏ (1961)
- ميدالية الشرف لمعهد مهندسي الكهرباء والإلكترونيات [الإنجليزية]‏ (1957).